# St. Martin (Hillesheim)

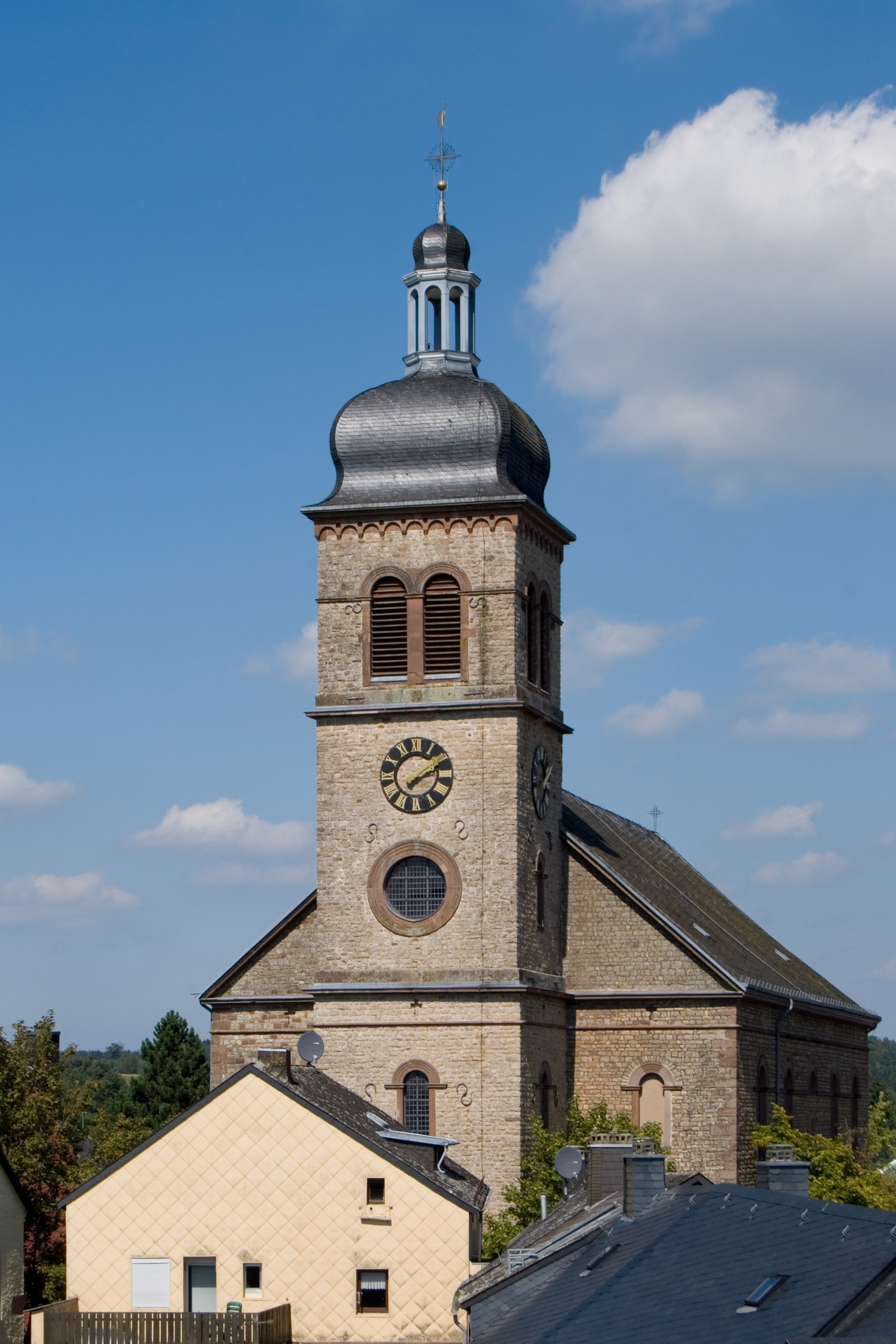
Blick von Süden auf die Kirche St. Martin, Hillesheim

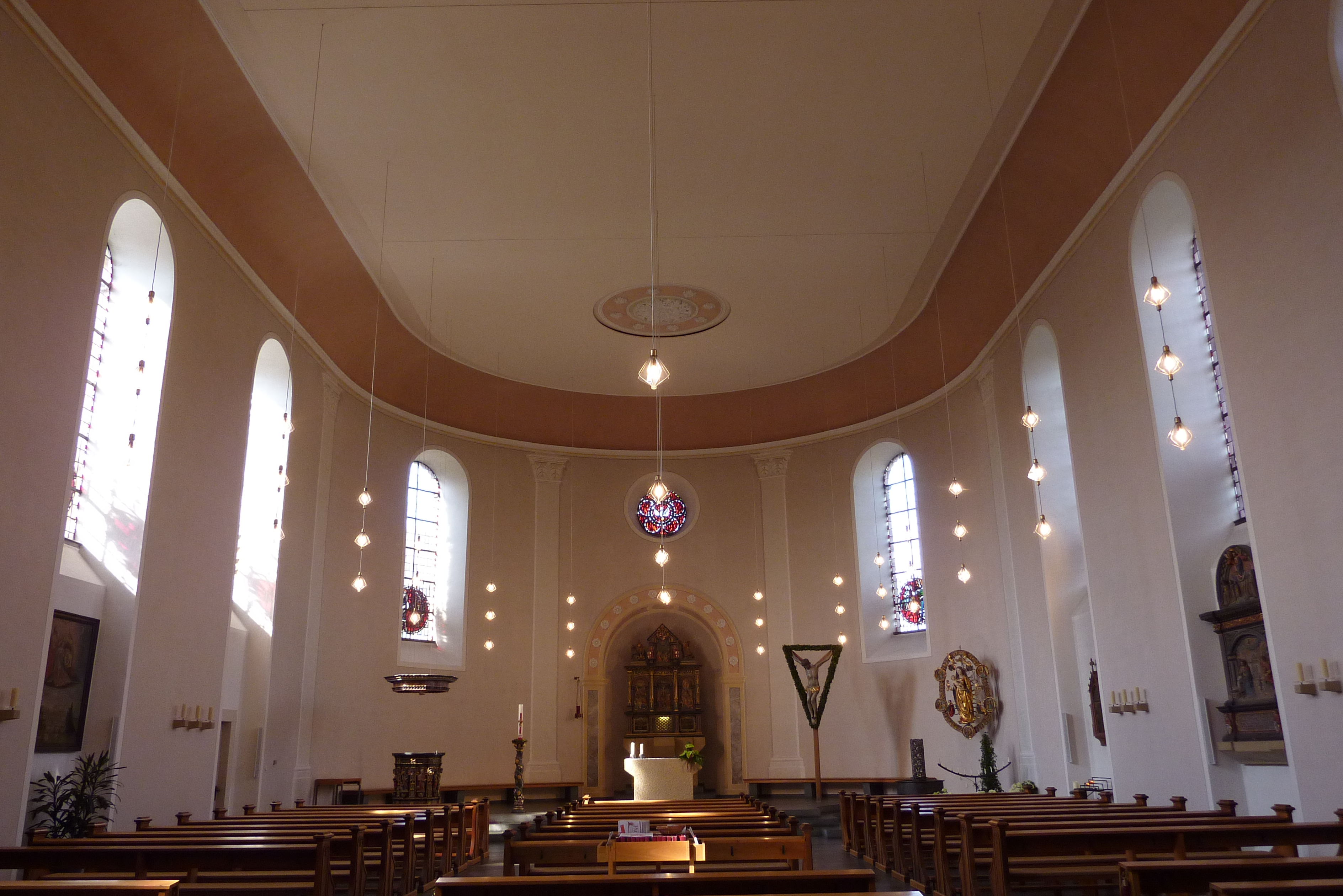
Blick zum Chor

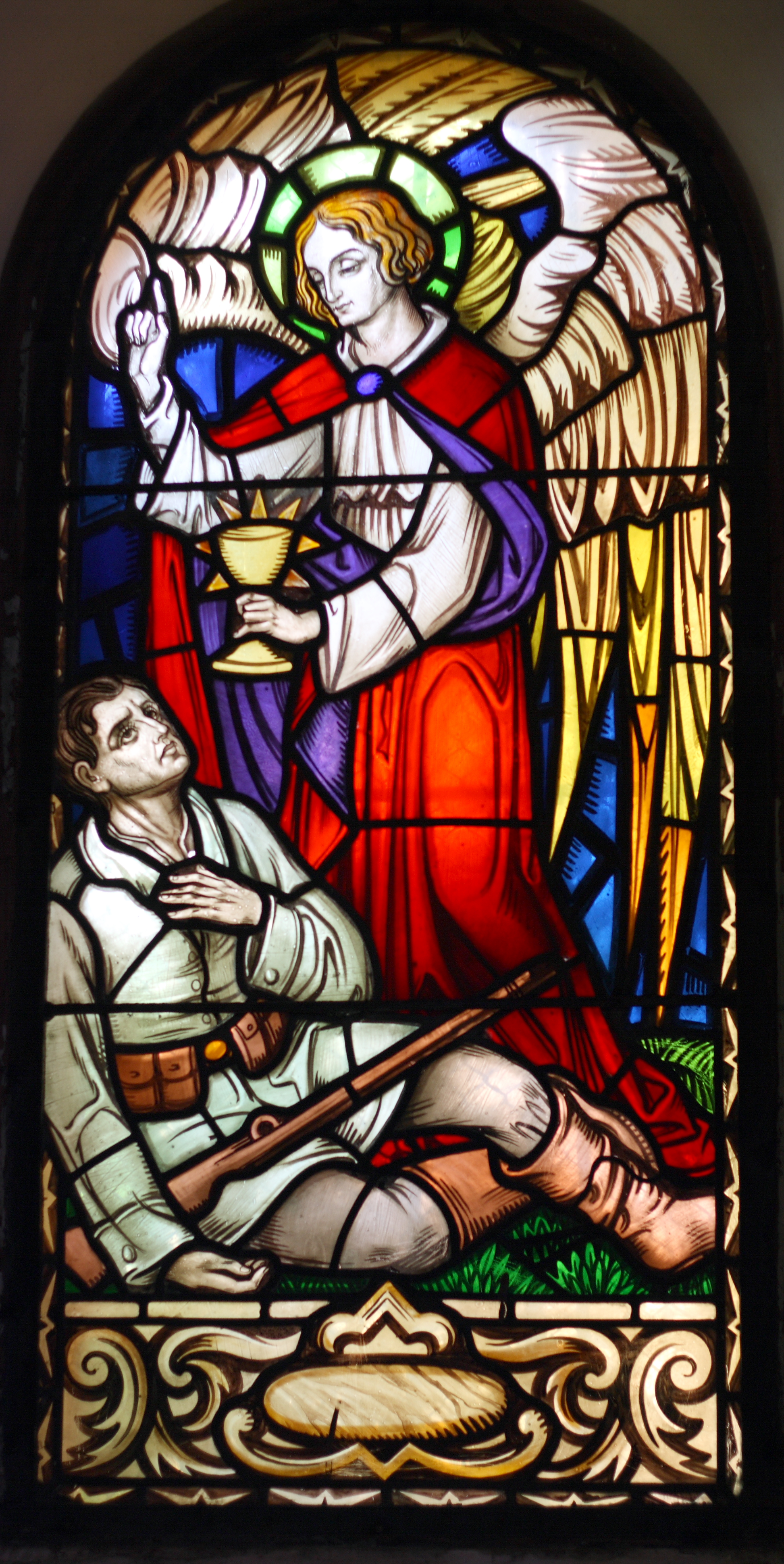
Kriegsfenster als Kriegerdenkmal

St. Martin ist eine katholische Pfarrkirche in Hillesheim, einer Stadt im Landkreis Vulkaneifel in Rheinland-Pfalz, die 1852/53 errichtet wurde. Die Kirche befindet sich in zentraler Lage am Graf-Mirbach-Platz und ist als Kulturdenkmal geschützt.

## Beschreibung
Da die Kirche dem heiligen Martin geweiht ist, kann man davon ausgehen, dass die Pfarrei über eintausend Jahre alt sein wird. Der Erzengel Michael ist der zweite Schutzpatron der Kirche. Entstanden ist St. Martin als klassizistischer Saalbau in den Jahren 1852/53. Von 1971 bis 1973 wurde die Kirche grundlegend renoviert und 2001 neu gestrichen.

## Ausstattung
- Großes Gabelkreuz von 1661
- Sakramentshaus von 1602 mit Chronogramm des Trierer Kurfürsten Lothar von Metternich
- Kanzel mit Figuren der vier Evangelisten
- Osterleuchter von 1662
- Tabernakel mit Bronzegitter von 1971
- Pieta, Ende des 17. Jahrhunderts
- Epitaph für Matthias Dechler und Anna Brog aus dem Jahr 1609
- Taufbrunnen von Ulrich Henn von 1972
- Madonna im Rosenkranz, frei nach der gleichnamigen Madonna in Maria im Weingarten von Tilmann Riemenschneider.

## Fenster
Die meisten Bleiglasfenster der Kirche wurden nach 1945 in der Trierer Glasmalereiwerkstatt Binsfeld geschaffen. Ein Kriegsfenster wurde nach dem Ersten Weltkrieg zur Erinnerung an die Gefallenen eingebaut.

## Orgel

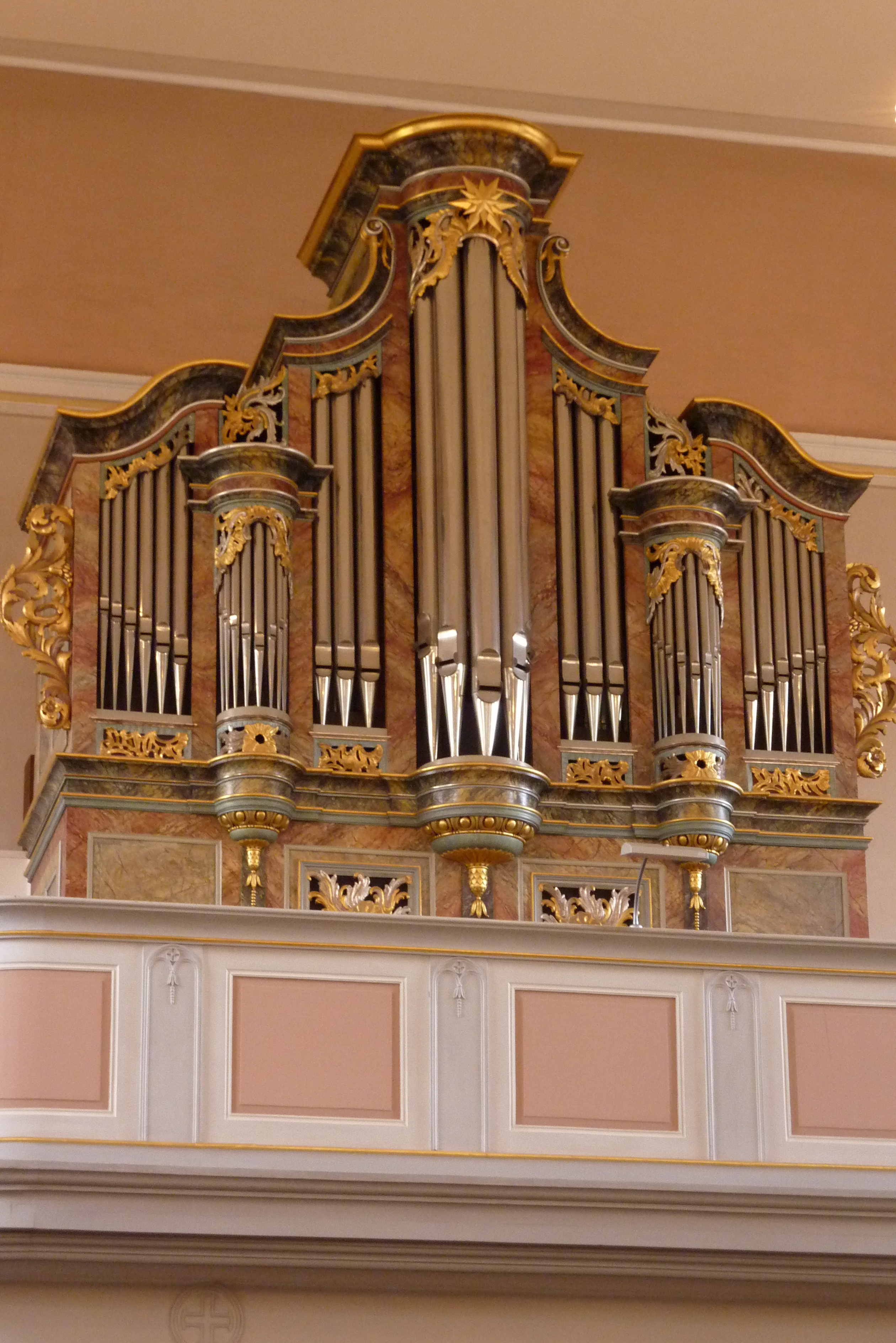
Blick auf die historische Stumm-Orgel

Die Kirche besitzt eine aus dem Jahre 1772 stammende barocke Orgel aus der Werkstatt der bekannten Orgelbauerfamilie Stumm aus dem Hunsrück.
| I Hauptwerk C–    |        |
| Prinzipal         | 8′     |
| Gamba             | 8′     |
| Flaut travers     | 8′     |
| Bordun            | 8′     |
| Flaut dous        | 4′     |
| Oktave            | 4′     |
| Quinte            | 2 ⁄3′  |
| Oktave            | 2′     |
| Terz              | 1 3⁄5′ |
| Cornett IV        | 4′     |
| Mixtur IV         | 1′     |
| Krummhon-Hautbois | 8′     |
| Vox humana        | 8′     |
| Trompete          | 8′     |

| II Unterwerk C–    |       |
| Salicional         | 8′    |
| Gedackt            | 8′    |
| Rohrflöte          | 4′    |
| Prinzipal          | 4′    |
| Gemshorn           | 2′    |
| Oktave             | 2′    |
| Quinte             | 1 ⁄3′ |
| Mixtur III         | 1′    |
| Krummhorn-Trompete | 8′    |

| Pedalwerk C– |     |
| Subbaß       | 16′ |
| Violon       | 16′ |
| Oktavbaß     | 8′  |
| Spitzflöte   | 4′  |
| Posaune      | 16′ |

- Koppeln: II/I, I/P, II/P